# Joshua Weldon Miles

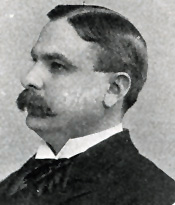
Joshua Weldon Miles (1896)

Joshua Weldon Miles (* 9. Dezember 1858 im Somerset County, Maryland; † 4. März 1929 in Baltimore, Maryland) war ein US-amerikanischer Politiker. Zwischen 1895 und 1897 vertrat er den Bundesstaat Maryland im US-Repräsentantenhaus.

## Werdegang
Joshua Miles besuchte private Schulen seiner Heimat sowie die Marion Academy. Danach studierte er bis 1878 am Western Maryland College in Westminster. Nach einem anschließenden Jurastudium und seiner 1880 erfolgten Zulassung als Rechtsanwalt begann er in Princess Anne in diesem Beruf zu  arbeiten. Zwischen 1883 und 1887 fungierte er als Staatsanwalt im Somerset County. Politisch war er Mitglied der Demokratischen Partei. Bei den Kongresswahlen des Jahres 1894 wurde er im ersten Wahlbezirk von Maryland in das US-Repräsentantenhaus in Washington, D.C. gewählt, wo er am 4. März 1895 die Nachfolge von Winder Laird Henry antrat. Da er im Jahr 1896 dem Republikaner Isaac Ambrose Barber unterlag, konnte er bis zum 3. März 1897 nur eine Legislaturperiode im Kongress absolvieren.
Nach dem Ende seiner Zeit im US-Repräsentantenhaus arbeitete Joshua Miles neben seinen anderen Tätigkeiten wieder als Rechtsanwalt. Von 1900 bis zu seinem Tod war er Präsident der Bank of Somerset. In den Jahren 1900, 1912, 1920 und 1924 nahm er als Delegierter an den jeweiligen Democratic National Conventions teil. Außerdem war er 30 Jahre lang Kurator des Western Maryland College. Von 1914 bis 1921 war Miles auch Steuereinnehmer. Er starb am 4. März 1929 in Baltimore.